# Pascale Murtin
Pour les articles homonymes, voir Murtin.
Pascale Murtin est une metteuse en scène, comédienne, autrice et musicienne française née en 1961 à Bourg-en-Bresse.
Elle co-dirige avec François Hiffler, la compagnie Grand Magasin puis Les Laboratoires d'Aubervilliers.

## Biographie
A 18 ans, Pascale Murtin décide de devenir danseuse, travaillant notamment avec Catherine Diverrès.
Elle abandonne ce projet en 1982, lorsqu'elle rencontre François Hiffler pour fonder Grand Magasin. Leurs créations sont présentés dans de très nombreux lieux comme le Théâtre du Rond Point, le Centre Pompidou, la Fondation Cartier, le théâtre Nanterre-Amandiers ou la Ménagerie de verre. Mais aussi à l’étranger, au Kunstenfestival de Bruxelles, à St Anns Warehouse à New-York, au Schouwburg de Rotterdam, à l'Oerol Festival en Hollande, au Festival Uovo à Milan, à la Fondacao Serralves de Porto ou à l'International Theater Festival de Göteborg en Suède.
Dans ses créations, elle collabore avec des interprètes et artistes divers comme Phoenix Atala ou Christophe Salengro.
En 2017, elle crée avec Marie-Pierre Brébant, Chouiner, un duo guitare/clavecin.
En 2019, elle prend avec François Hiffler et Margot Videcoq  la direction des Laboratoires d'Aubervilliers.
En 2021, elle présente au Festival d'Automne Éparpiller - Concert dispersé, un spectacle déambulatoire, conçu avec une chorale et une quinzaine de chansons de son écriture.

## Spectacles
- 1983 : J'ay toujours fait faire à mes élèves de petites évolutions des doigts, conception Pascale Murtin et François Hiffler
- 1983 : Aventures rares, conception Pascale Murtin et François Hiffler
- 1983 : Par les cheveux, conception Pascale Murtin et François Hiffler
- 1984 : La Vie de Paolo Uccello, d'après Giorgio Vasari,
- 1985 : Midi, conception Pascale Murtin et François Hiffler
- 1986 : Les Filles du chef, conception Pascale Murtin et François Hiffler
- 1989 : Tout sur le bruit, conception Pascale Murtin et François Hiffler
- 1991 : Une exposition de fer blanc, conception Pascale Murtin et François Hiffler
- 1993 : Laurel et Hardy à l'école, conception Pascale Murtin et François Hiffler
- 1994 : Almanach, conception Pascale Murtin et François Hiffler
- 1995 : Encyclopédie des joies du cœur, conception Pascale Murtin et François Hiffler
- 1999 : Nos œuvres complètes, conception Pascale Murtin et François Hiffler
- 1999 : Sts/stes ou la vie de 99 saints et saintes inconnus, conception Pascale Murtin et François Hiffler
- 2000 : Je meurs de seuf, conception Pascale Murtin et François Hiffler
- 2000 : Piccolo, Saxo & Compagnie, conception Pascale Murtin et François Hiffler
- 2003 : 0 tâche(s) sur 1 ont été effectuée(s) correctement, conception Pascale Murtin et François Hiffler
- 2004 : 5e Forum international du cinéma d'entreprise, conception Pascale Murtin et François Hiffler
- 2006 : Ma vie, conception Pascale Murtin et François Hiffler
- 2007 : Mordre la poussière, conception Pascale Murtin et François Hiffler
- 2008 : Voyez-vous ce que je vois ?, conception Pascale Murtin et François Hiffler
- 2009 : Les Déplacements du problème, conception Pascale Murtin et François Hiffler
- 2010 : 25 chansons trop courtes, conception Pascale Murtin et François Hiffler
- 2010 : Les Rois du suspense, conception Pascale Murtin et François Hiffler
- 2010 : Panorama commenté, conception Pascale Murtin et François Hiffler
- 2011 : Syndicat d'initiative, conception Pascale Murtin et François Hiffler
- 2013 : Le Sentiment de compréhension, conception Pascale Murtin et François Hiffler
- 2014 : D'orfèvre et de cochon[14], conception Pascale Murtin et François Hiffler
- 2014 : Inventer de nouvelles erreurs, conception Pascale Murtin et François Hiffler
- 2015 : Éloge et défense de la routine, conception Pascale Murtin et François Hiffler
- 2015 : Festival du cinéma sans image, conception Pascale Murtin et François Hiffler
- 2017 : Grammaire étrangère, conception Pascale Murtin et François Hiffler
- 2018 : Éparpiller, conception Pascale Murtin
- 2021 : Comment commencer, conception Pascale Murtin et François Hiffler

## Publications
- Ô désolée Mio, Les Petits Matins, 2019.